# Distretto di Kwidzyn
Il distretto di Kwidzyn (in polacco powiat kwidzyński) è un distretto polacco appartenente al voivodato della Pomerania.

## Geografia antropica

### Suddivisioni amministrative
Il distretto comprende 6 comuni.
- Comuni urbani: Kwidzyn
- Comuni urbano-rurali: Prabuty
- Comuni rurali: Gardeja, Kwidzyn, Ryjewo, Sadlinki